# 앨 고어
앨버트 아널드 "앨" 고어 주니어(영어: Albert Arnold "Al" Gore Jr., 1948년 3월 31일~)는 미국의 정치가 겸 환경운동가이다. 1993년에서 2001년까지 제45대 부통령을 지냈다.
예비역 미국 육군 하사 출신인 그는 2007년 기후 변화에 관한 정부간 패널과 함께 노벨 평화상을 공동 수상했다. 현재 미국의 방송국 커런트 TV의 사장, 제너레이션 인베스트먼트 매니지먼트 회장, 애플 컴퓨터의 사외 이사, 구글 비공식 자문 역을 맡고 있으며, 기후 보호 동맹(Alliance for Climate Protection) 회장이기도 하다.

## 성장 과정

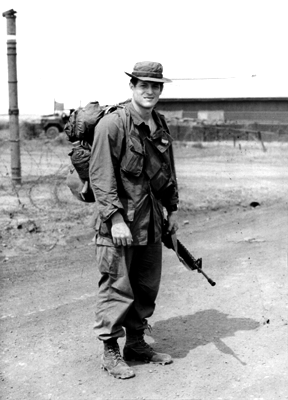
베트남 전쟁 종군 기자 시절

하버드 대학교 정치학 학사와 밴더빌트 대학교 로스쿨 거쳐서 베트남 전쟁 종군 기자, 지역 신문의 기자로 일하다가 테네시 주 대표 미국 연방 상원 의원이었던 그의 아버지를 뒤이어 1977년에 테네시 제4지역 미국 연방 하원 의원으로 정계에 입문하였으며 1985년부터 부통령에 취임한 1993년까지 미국 연방 상원 의원(테네시주 대표)을 지냈다. 1992년 11월에 빌 클린턴의 러닝메이트로 부통령직에 당선되었고, 1996년 재선되어 2번의 임기를 수행하였다.

## 업적

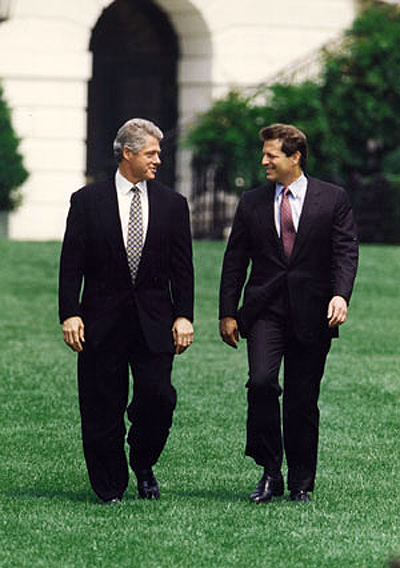
빌 클린턴과 앨 고어

재임 중 정보고속도로(초고속 정보통신망)의 조기 건설과 더불어 미국 주도의 정보통신, 우주 및 국방분야의 발전에 공헌하였으며 특히 환경문제 해결에 조예가 깊어 1997년 기후 변화에 관한 교토 의정서의 창설을 주도하고 온실가스 배출 최소화 및 국립공원 확대조치를 이끌어내는 등 전(全)지구적 환경 보호에 정치적 수완을 발휘하였다. 빌 클린턴 대통령 재임 시절 동안 민생 문제 해결을 전담했다.
2000년 대통령 선거에서 국민 투표에서는 약 5,100만 표(48.4%)를 득표, 54만여 표를 앞서 1위를 기록했으나 선거인단 수에서 271 대 266으로 공화당의 조지 W. 부시(약 5,046만표, 47.9%)에게 석패하였다. 특히 플로리다 주에서는 당초 2,700여 표차로 패배하였으나 플로리다주 일부 선거구에서의 수작업 재검표 결과 400여 표차까지 줄었고 주 전체 지역에서 재검표를 할 경우에는 결과가 뒤집혀 선거인단에서 역전할 수 있었다. 그러나 공화당 성향의 판사들이 주도한 미국 연방 대법원의 재검표 중지 판결로 백악관 입성에 실패하고 말았다. 여기에 더해 전통적인 민주당 지지 주인 뉴햄프셔주에서도 패배하였다.

## 현재

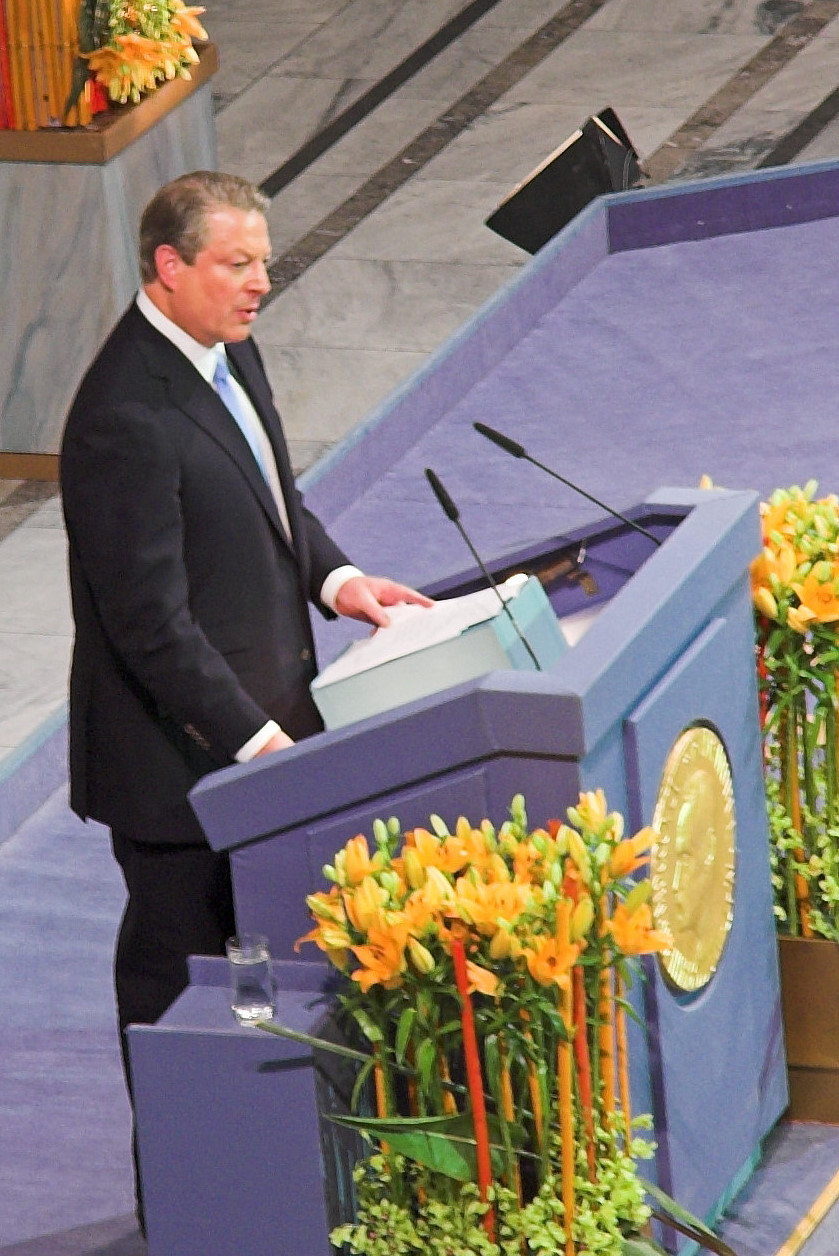
노벨 평화상을 수상한 고어 (2007년)

낙선 직후 한때 급격한 체중증가와 우울증 등으로 건강악화설이 꾸준히 제기되었으나 2001년 9.11 테러 당시 미국 국민들에게 불의에 맞서 일치단결을 호소하였고 2003년 부시정권의 이라크 전쟁(침공)을 강력히 규탄하면서 재기에 성공하였으며 2005년 여름 허리케인 카트리나가 뉴올리언스시 등 미국 남부지역을 초토화시켰을 당시 전직 부통령 명의로 구조헬기를 급파하여 200여명의 이재민들을 구조하는 등 각 분야에서 정치적 영향력을 발휘하여 현재까지 미국 국민들의 높은 지지를 얻고 있다.
이후 그는 2006년 지구 온난화에 관한 다큐멘터리 영화 불편한 진실에 출연하였고 동명의 책을 써서 출판(한국어: 좋은생각, 2006)하기도 하였다. 2007년 고어는 지구 온난화와 그에 따른 환경파괴의 위험성을 환기시킨데 대한 공로로 기후 변화에 관한 정부간 패널(IPCC)과 함께 노벨 평화상을 수상하였다. 그 외의 저서로 1992년 출간한 《위기의 지구》 등 다수가 있다.
그는 2008년 11월의 제44대 미국 대통령 선거의 경선과정에서 민주당의 대통령 후보로 자주 거론되어왔으나, 하워드 딘 민주당의장(전국 위원회) 등과 함께 민주당의 원로로서 기나긴 경선 기간 동안 침묵(사실상 중립)을 지켜왔으나 6월 3일의 버락 오바마 최종 후보 결정에 힘입어 6월 16일에 오바마 지지를 공식 선언하였다.
가족으로 전 부인 티퍼 고어와 슬하에 1남 3녀가 있다.

## 비판
2007년 고어가 노벨 평화상을 수상했을 때 일부 사람들(특히 미국 내 강경 보수 진영)은 “말만 앞세우는 작자가 노벨상을 받았다”며 노골적인 감정을 드러냈다. 또한 평소 절전형 형광등을 쓰자고 역설하고 다닌 고어가 2006년 미국 일반 가정의 평균 전력 소비량의 20배에 달하는 전력을 사용하여 물의를 빚었다. 결국 그해 말, 그는 그의 집을 환경친화형 주택으로 개축(리모델링)하였다.
보수 진영뿐 아니라 마이클 무어와 같은 진보 측 인사들 역시 고어와 클린턴을 비판한다.

## 역대 선거 결과
| 선거명      | 직책명                      | 대수  | 정당   | 득표율  | 득표수 (선거인단)    | 결과 | 당락                   |
| ----------- | --------------------------- | ----- | ------ | ------- | -------------------- | ---- | ---------------------- |
| 1976년 선거 | 하원의원 (테네시 제4선거구) | 95대  | 민주당 | 94.04%  | 115,392표            | 1위  | 테네시주 하원의원 당선 |
| 1978년 선거 | 하원의원 (테네시 제4선거구) | 96대  | 민주당 | 100.00% | 108,695표            | 1위  | 테네시주 하원의원 당선 |
| 1980년 선거 | 하원의원 (테네시 제4선거구) | 97대  | 민주당 | 79.29%  | 137,612표            | 1위  | 테네시주 하원의원 당선 |
| 1982년 선거 | 하원의원 (테네시 제6선거구) | 98대  | 민주당 | 100.00% | 104,094표            | 1위  | 테네시주 하원의원 당선 |
| 1984년 선거 | 상원의원 (테네시 제2부)     | 99대  | 민주당 | 60.72%  | 1,000,607표          | 1위  | 테네시주 상원의원 당선 |
| 1990년 선거 | 상원의원 (테네시 제2부)     | 102대 | 민주당 | 67.72%  | 529,914표            | 1위  | 테네시주 상원의원 당선 |
| 1992년 선거 | 미국의 부통령               | 45대  | 민주당 | 43.01%  | 44,909,889표 (370명) | 1위  | 미국의 부통령 당선     |
| 1996년 선거 | 미국의 부통령               | 45대  | 민주당 | 49.24%  | 47,401,185표 (379명) | 1위  | 미국의 부통령 당선     |
| 2000년 선거 | 미국의 대통령               | 43대  | 민주당 | 48.39%  | 50,999,897표 (266명) | 2위  | 낙선                   |